# Tecnico sanitario di laboratorio biomedico
Il laureato in "Tecniche di laboratorio biomedico" è denominato Tecnico Sanitario di Laboratorio Biomedico (TSLB), svolge attività in laboratori di diagnostica e/o di ricerca. Le branche principali nelle quali opera sono: patologia clinica, microbiologia, anatomia patologica, medicina trasfusionale, farmaco-tossicologia, medicina legale, genetica medica.
È Responsabile della preparazione, processamento, validazione dei dati e archiviazione dei campioni biologici (e.g. Fluidi corporei, Pezzi anatomici, Alimenti etc.)

## Sbocchi professionali
Il laureato in tecniche di laboratorio biomedico svolge attività di laboratorio in strutture sia pubbliche che private o in attività di libero professionista, e può trovare il proprio impiego oltre che nell'ambito diagnostico, anche nelle industrie farmaceutiche, chimiche ed alimentari, e nell'ambito della ricerca medica, collaborando con le altre figure sanitarie quali medici e biologi in regime di indipendenza.

## Corso di laurea e obiettivi formativi
Il percorso di formazione inizia con un test di ammissione a numero programmato per il corso di laurea in Tecniche di laboratorio biomedico. L'iter formativo (in Italia) prevede tre anni di formazione teorico-pratica per un totale di 180 CFU, attraverso lezioni universitarie e tirocini presso i vari laboratori ospedalieri ed universitari, con frequenza obbligatoria minima del 70%.
Alla fine del corso di laurea è prevista una prova finale scritta valida come esame abilitante alla professione di Tecnico di laboratorio biomedico basato sulle principali materie del corso di laurea: Biochimica, Microbiologia, Patologia clinica, Anatomia patologica, Immunoematologia ed infine la stesura e la discussione di una Tesi di Laurea.
Successivamente alla laurea triennale è possibile iscriversi (previo test di ammissione) in alcuni corsi di laurea magistrale per l'area tecnica delle professioni sanitarie oppure ad alcuni corsi di laurea magistrale della classe delle lauree magistrali in Biologia o Biotecnologie mediche. Successivamente alla laurea magistrale, è anche possibile concorrere per un Dottorato di Ricerca.
Oltre i corsi di laurea specialistici esistono anche diversi masters di primo e di secondo livello atti ad aumentare le competenze e le conoscenze in alcuni settori specialistici delle tecniche diagnostiche di laboratorio.
La formazione deve necessariamente continuare nel corso della carriera con i corsi del programma Educazione Continua in Medicina (ECM), gli stage ed i congressi, sotto un'ottica di costante formazione ed aggiornamento.

### Albo professionale
Dal 2018 con l'istituzione degli ordini (legge 3/2018, c.d. Legge Lorenzin) e del successivo primo Decreto attuativo del 13 marzo 2018 (D.M. 13/03/2018) al fine di esercitare la professione, è fatto obbligo ad ogni professionista di iscriversi all'apposito albo.